# Cybathlon

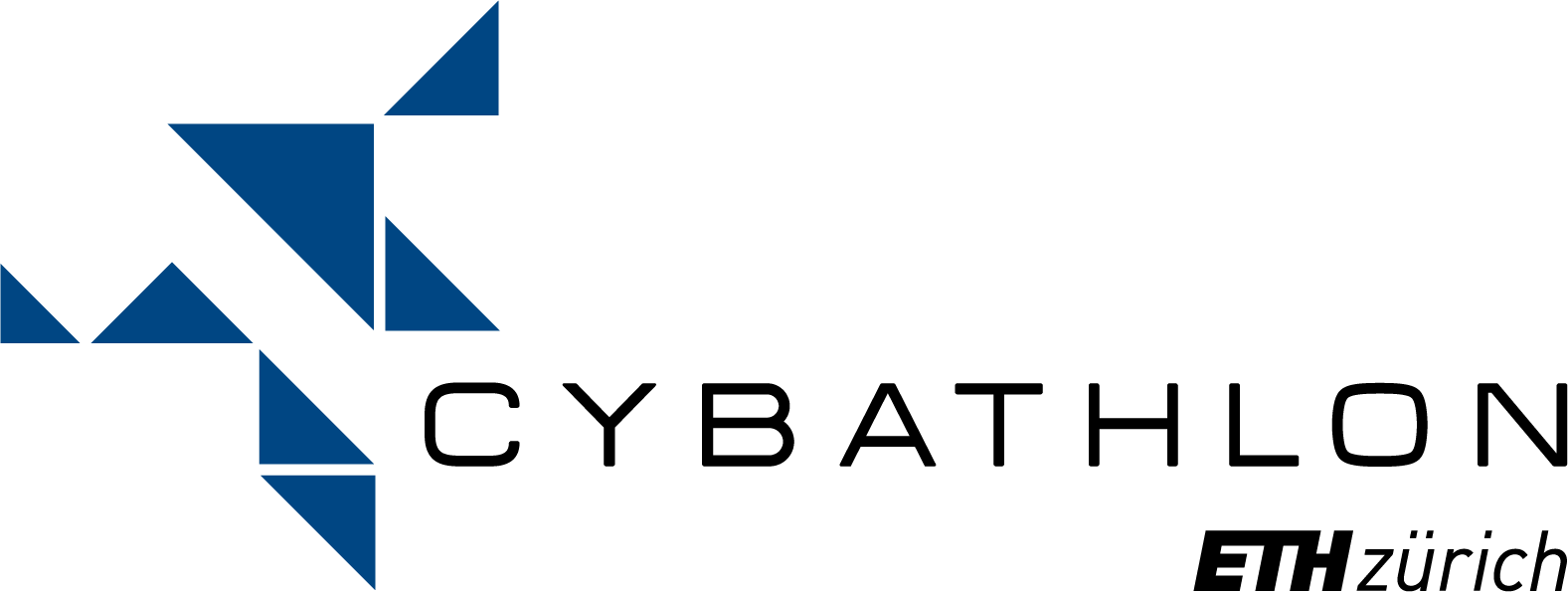
Logo de cybathlon

El cybathlon u olimpiada biónica es una competición multideportiva organizada por la Escuela Politécnica Federal de Zúrich. En ella participan atletas con ciertos tipos de discapacidades (físicas, mentales o sensoriales, motoras, amputaciones, ceguera, parálisis cerebral y deficiencias intelectuales) equipados con prótesis biónicas de propulsión asistida, esto es, motorizadas. La primera edición tuvo lugar en Zúrich en octubre de 2016.
En principio, contó con seis disciplinas bajo la consigna de promover el desarrollo de tecnología para la asistencia de las personas.

## Edición de apertura
La primera edición se celebró el 8 de octubre de 2016 en Zúrich (Suiza).

### Disciplinas[3]
- Carreras de prótesis de brazo,
- de prótesis de pierna,
- de exoesqueletos,
- en silla de ruedas,
- de interfaz cerebro-ordenador,
- y de estimulación funcional eléctrica.

Incluso se autoriza el uso de avatares.
Empresas tecnológicas, grupos de investigación y personas con discapacidad tendrán que demostrar destrezas relacionadas con tareas diarias con la ayuda de prótesis o exoesqueletos.

### Premios
Los participantes son galardonados con medallas de oro, plata y bronce como en cualquier competición deportiva. Los equipos ganadores, por su parte, reciben una copa.